# Петров, Виктор Платонович
Ви́ктор Плато́нович Петро́в (псевдонимы В. Домонто́вич, Ви́ктор Бэр; 1894—1969) — украинский советский писатель

, философ

, социальный антрополог, литературный критик, археолог, филолог, этнограф, историк и культуролог. Один из основоположников жанра украинского интеллектуального романа (наряду с Валерьяном Пидмогильным), а также романизованной биографии. Одновременно, с конца 1930-х годов — советский разведчик.

## Биография
Родился в семье священника. Детство прошло в Одессе. В 1913 г. окончил Холмскую мужскую гимназию, а в 1918 — историко-филологический факультет Киевского университета. Значительное влияние оказал на Петрова Владимир Перетц, один из его преподавателей. Получил серебряную медаль за свою дипломную работу «Н. М. Языков, поэт пушкинской плеяды. Жизнь и творчество», остался в университете как профессорский стипендиат (1917—1920). Позднее работал в Этнографической комиссии Украинской Академии наук (в 1927—1930 гг. — председатель). Вместе с Андрием Лободой редактировал Этнографический вестник (1925—1929).
В 1930 г. получил степень доктора за исследование «Пантелеймон Кулиш в пятидесятые годы. Жизнь. Идеология. Творчество». В том же году фигурировал в деле фиктивного Союза освобождения Украины, в результате чего был понижен до научного сотрудника. В 1941 г. недолго был директором Института украинского фольклора.
В 1941 г. находился в оккупированном гитлеровцами Харькове. В 1942—1943 гг. выпускал литературный журнал «Украинский посев» («Український засів»). Выпуск журнала осуществлялся при поддержке информационной службы «Штафель». Гитлеровская пропаганда поощряла научные исследования, обосновывающие «историческую роль» немецкого народа и право нахождения на территории Украины. С этой целью Виктора Петрова привлекли к открытию в Киеве Музея древней истории.
С 1942 г. побывал во многих оккупированных городах — Севастополе, Киеве, Кременчуге и др. В Киеве сотрудничал с Олегом Ольжичем, который высоко ценил литературный и научный талант Петрова, знакомого ещё с его отцом А. Олесем. В 1943 г. возглавлял кафедру этнографии Украинского научного института во Львове. В 1944—1945 гг. был сотрудником Украинского научного института в Берлине, стал одним из основателей Художественного украинского движения (МУР). Улас Самчук писал, что Петров в Берлине ходил в мундире немецкого офицера. Позднее выяснилось, что с 1930-х гг. он был связан с НКВД и выполнял во вражеском тылу разведывательное задание, за что в 1965 году был награждён орденом Отечественной войны I степени.
После войны до 1949 г. проживал в Мюнхене, где редактировал ежемесячный журнал литературы, искусства и критики «Арка», в 1947—1949 гг. в должности профессора преподавал этнографию на философском факультете Украинского свободного университета в Мюнхене и в Богословской академии Украинской автокефальной православной церкви.
18 апреля 1949 г. Петров исчез из Мюнхена. В его похищении обвиняли бандеровцев и советские органы госбезопасности, однако вскоре выяснилось, что в СССР его имя не исчезло из библиотек, как это обычно бывало с невозвращенцами, — более того, на него ссылался известный советский археолог А. Л. Монгайт. Через некоторое время обнаружился и сам Петров. До того, как этот факт стал известен эмигрантской общественности, в защиту Петрова от обвинений в сотрудничестве с советской разведкой выступили многие видные деятели эмиграции. Они указывали на большие заслуги Петрова перед антисоветским движением — в частности, на то, что Петров опубликовал в эмигрантской печати весьма подробные сведения о большевистских репрессиях против украинских деятелей культуры.
В Москве Петров работал в Институте материальной истории, а с 1956 г. — в Киеве в Институте археологии. Потеряв документы во время войны, был вынужден заново защитить диссертацию в 1966 г. В археологии Петров, с одной стороны, указывал на преемственность ряда традиций материальной культуры на территории Украины, с другой — указывал на различия в антропологическом типе и материальной культуре, не позволяющие связать трипольскую культуру с «праславянами» (концепция о такой связи и ныне популярна в националистических кругах).
В 1957 г., когда закончилась его «проверка», женился на Софии Фёдоровне Зеровой (урожд. Лободе; 1890—1995), вдове Николая Зерова, роман с которой начался у него ещё в 1920-е гг.
Умер в 1969 г. за письменным столом. Похоронен на Лукьяновском военном кладбище.
В 1988—1989 гг. в Нью-Йорке издано трёхтомное собрание сочинений В. Петрова-Домонтовича.
С 2000-х гг. роман Петрова «Доктор Серафикус» включён в школьную программу 11 класса по курсу украинской литературы.

## Псевдонимы
Художественные произведения Петров подписывал «В. Домонтович». По его собственному признанию, он «нашёл эту фамилию в украинских документах литовского периода». По-литовски «daumantas» означает «тот, кто много баламутит». Философские произведения подписывал «Виктор Бэр». Этот псевдоним был выбран не случайно: он расшифровывается как биологический эквивалент рентгена.

## Литературное творчество
В 1920-е гг. входил в кружок неоклассиков. Именно в это время появилось большинство произведений под псевдонимом «В. Домонтович», которые во многих аспектах перекликаются с идеями экзистенциалистов. По возвращении в СССР художественную прозу не писал.

### Романы
- Девушка с медвежонком / Дівчина з ведмедиком (1928)
- Доктор Серафикус / Доктор Серафікус (1928—1929 рр., издан в 1947)
- Без почвы / Без ґрунту (1942—1943, издан в 1948)
- Алина и Костомаров / Аліна й Костомаров (1929)

### Научные труды
- Пантелеймон Кулиш в пятидесятые годы / Пантелеймон Куліш у п’ятдесяті роки (т. 1, 1929)
- Романы Кулиша / Романи Куліша (1930)
- Основные этапы современного шевченковедения / Провідні етапи сучасного шевченкознавства (1946)
- Происхождение украинского народа Архивная копия от 24 февраля 2008 на Wayback Machine / Походження українського народу (1947) (недоступная ссылка с 20-05-2013 [4447 дней])
- Зарубинецкий могильник / Зарубинецький могильник (1957)
- Историческая география и проблемы славянского этногенеза на материалах гидронимии / Історична географія та проблеми слов’янського етногенезу на матеріалах гідронімії (1966)
- Скифы. Язык и этнос / Скіфи. Мова і етнос (1968)
- Подсечное земледелие (1968)
- Этногенез славян / Етногенез слов’ян (1972)
- Раскопки в Нижнем Поднепровье

### Философия и литературоведение
- Украинские деятели культуры — жертвы большевистского террора Архивная копия от 14 апреля 2008 на Wayback Machine / Українські культурні діячі — жертви більшовицького терору (1944)
- Историософические этюды / Історіософічні етюди // МУР. Збірник 2
- Проблемы литературоведения за последнее 25-летие (1920—1945) / Проблеми літературознавства за останнє 25-ліття (1920—1945) // Світання: Науково-літературознавчий збірник. — 1946. — Ч. 2
- Христианство и современность / Християнство і сучасність // Орлик. — 1947. — Ч. 2
- К дискуссии о Сковороде / До дискусії про Сковороду // Життя і революція. — 1926. — № 8.
- Эстетическая доктрина Шевченко. К постановке проблемы / Естетична доктрина Шевченка. До поставлення проблеми // Арка. — 1948. — № 3-4.
- Личность Сковороды / Особа Сковороди // Філософська і соціологічна думка. — 1995. — № 1—2.
- Микола Зеров и Иван Франко / Микола Зеров та Іван Франко // Рідне слово. — Мюнхен; Карльсфельд, 1949. — Ч. 6.
- Бер В. Наше время как оно есть / Наш час, як він є // Рідне слово. — 1946. — Ч. 8
- Бер В. Принципы поэтики (От «Ars poetica» Е. Маланюка до «Ars poetica» эпохи расщеплённого атома) / Засади поетики (Від «Ars poetica» Є. Маланюка до «Ars poetica» доби розкладеного атома) // МУР. — Збірник 1. — Мюнхен; Карльсфельд, 1946
- Бер В. Экскурсы в искусство / Екскурси в мистецтво // Рідне слово. — Мюнхен. — 1946. — Ч. 12